# Quaestus suevensis
Quaestus suevensis es una especie de escarabajo del género Quaestus, familia Leiodidae. Fue descrita por Salgado en 1991.

## Distribución
Se encuentra en España.